# 2022년 일본의 텔레비전 드라마 목록
다음은 2022년에 일본에서 방영되었거나 방영 중 또는 방영 예정인 TV 드라마 프로그램을 나열한 목록이다.

## 시기 미정
- 《26번째 살인》
- 《Drops of God/신의 물방울》(Hulu)
- 《Scarlet Summer》(Amazon)
- 《The Window》(후지 TV)
- 《결혼한다고, 사실입니까》
- 《극악여왕》(넷플릭스)
- 《낙일》(WOWOW)
- 《마이코네 행복한 밥상》(넷플릭스)
- 《샤 SHE♀그녀 2》(TV 니시닛폰)
- 《안녕, 하이스쿨》(Hulu)
- 《우리의 식탁》
- 《이그잔플!》(sommelierTV)
- 《친애하는 나에게 살의를 담아》(후지 TV)

## 1분기
- 《24의 눈동자》(NHK BS4K)
- 《30까지 시끄럽고》(AbemaTV)
- 《DCU》(TBS)
- 《FUN! FUN! FANTASTICS SEASON2》(요미우리 TV)
- 《GOD 닥터》(TV 지바)
- 《liar》(TBS)
- 《Re:member~재회~》(히카리 TV)
- 《가마쿠라전의 13인》(NHK)
- 《가십 #그녀가 알고 싶은 진짜 ○○》(후지 TV)
- 《가족의 사진》(TV 도카이)
- 《가출딸》(NHK)
- 《각본 연예인》(후지 TV)
- 《간판 고양이》(TV 도쿄)
- 《감미왕~아름다운 엔젤 키스~》(TV 아이치)
- 《결혼하고 시끄럽고》(AbemaTV)
- 《계×약-어색한 친구-》(요미우리 TV)
- 《고독한 미식가~맛있지만 홀로 쓴다…이노즈시 고로의 재앙~》(Paravi)
- 《관리관 킹》(TV 아사히)
- 《그러니까 죽일 수 없었다》(WOWOW)
- 《금붕어 아내》(넷플릭스)
- 《기억수사 스페셜 2～신주쿠히가시서 사건 파일～》(TV 도쿄)
- 《기적의 백홈》(아사히 방송)
- 《나고야행 최종열차 2022》(나고야 TV)
- 《나무 짚》(후지 TV)
- 《내가 짐승이 된 밤~좋아하게 돼서는 안된다~》(AbemaTV)
- 《내세에서는 제대로 하겠습니다. 설날 첫꿈 SP》(TV 도쿄)
- 《너와 세상이 끝나는 날에 season3》(hulu)
- 《네 고민을 명화가 해결!? 드라마틱 미술관》(NHK BS 프리미엄)
- 《네 발소리에 사랑을 했어》(NHK BS 프리미엄)
- 《느긋하게! 아카도 스즈노스케》(TV 오사카)
- 《닥터 화이트》(칸사이 TV)
- 《도망의 F》(닛폰 TV)
- 《도박마 쿠라마 란코편/카지 류신편》(dTV)
- 《땀과 비누》(마이니치 방송)
- 《라이브 드라마! 도쿄 24시》(후지 TV)
- 《라멘 너무 좋아 코이즈미씨 2대째! 2022년 신춘 SP》(후지 TV)
- 《러브 쉐어링》(히카리 TV)
- 《로쿠호도 요츠이로 날씨》(TV 아사히)
- 《마츠오 스즈키와 30분 여배우 2》(WOWOW)
- 《막말친구전》(NHK)
- 《만약 미남만 고등학교가 있다면》(TV 아사히)
- 《묘고의 보물》(BS 닛폰)
- 《무챠부리! 내가 사장이 되다니》(닛폰 TV)
- 《묵식 여자 2022 봄 SP》(히카리 TV)
- 《미스터리라 하지 말지어다》(후지 TV)
- 《바다가 보이는 이발소》(NHK BS8K)
- 《바람야 폭풍야》(NHK BS8K)
- 《박새》(TV 도쿄)
- 《박앵귀》(WOWOW)
- 《별에서 온 그대》(Amazon)
- 《복수의 미망인》(Paravi)
- 《봉인사》(TV 아사히)
- 《부드러운 음악~티어스 인 헤븐 천국의 너에게~》(TV 도쿄)
- 《부장과 사축의 사랑은 귀찮다》(TV 도쿄)
- 《사랑과 우정 사이에》(후지 TWO)
- 《사랑스러운 거짓말 부드러운 어둠》(TV 아사히)
- 《사랑의 병과 야로구미 Season2》(닛폰 TV)
- 《사랑에 빠지지 않는 두》(NHK)
- 《사랑에 빠진 한사람~스탕달의 연애론~》(Amazon)
- 《사무라이와 그의 아내》(BS-TBS)
- 《사신의 천칭 공안분석반》(WOWOW)
- 《사이코 테라피스트 히무로 소스케의 사건부~초고층 빌딩 밀실 살인의 수수께끼~》(BS-TBS)
- 《설국-SNOW COUNTRY-》(NHK BS 프리미엄)
- 《센고쿠~대실패한 리더의 대역전~》(NHK BS4K)
- 《소점 만든 남자 다치카와 담지》(BS 닛폰)
- 《쇼코 탄의 보건실》(TikTok)
- 《쇼트 프로그램》(Amazon)
- 《시리즈 요코미조 마사시 단편집III 이케마츠 소스케×카네다이치 코스케 3》(NHK BS 프리미엄)
- 《시모베에》(NHK)
- 《심령 마스터 테이프-EYE-》(나고야 TV)
- 《신문기자》(넷플릭스)
- 《시즈카짱과 아빠》(NHK BS 프리미엄)
- 《신의 편심》(Hulu)
- 《신·미나미의 제왕 제21작》(칸사이 TV)
- 《신춘 드라마 스페셜 긴급취조실》(TV 아사히)
- 《실연밥》(Amazon)
- 《쓰다 우메코~지폐가 된 유학생~》(TV 아사히)
- 《쓸데없는 남자가 안돼?》(TV 도쿄)
- 《쓸모없는 남자》(닛폰 TV)
- 《아내, 초등학생이 되다.》(TBS)
- 《아오노군을 만지고 싶기 때문에 죽고 싶다》(WOWOW)
- 《아저씨가 내 사랑을 응원하고 있습니다 (뇌내)》(TOKYO MX)
- 《안녕 앞에》(닛폰 TV)
- 《펫 닥터 하나사키 만타로의 사건 진료록》(BS-TBS)
- 《애완동물에 빠져서 회사를 그만두었습니다》(NHK)
- 《애증 경시청·심리 분석 수사반》(후지 TV)
- 《야광표류 MIDNIGHT JELLYFISH》(TOKYO MX)
- 《어떤 아이》(NHK 교육 텔레비전)
- 《어이 한샘!!》(TV 도카이)
- 《엔딩 컷》(NHK)
- 《여왕의 법의학~시활사~2》(TV 도쿄)
- 《여의명》(TV 도쿄)
- 《여행자 어서와》(NHK BS 프리미엄)
- 《여행 해파리 탐정 일기》(마이니치 방송)
- 《오늘 밤, 나는 몸에서 사랑을 한다》(아사히 방송)
- 《오래된 차를 찾고, 지역 밥》(채널 NECO)
- 《온천 스케치》(히카리 TV)
- 《옻칠을 둘러싼 이야기》(TV 이와테)
- 《와게몬~나가사키 통역 이문~》(NHK)
- 《와카코 술 Season6》(BS TV 도쿄)
- 《외로운 언덕에서 사냥하다》(Paravi)
- 《외치지 않으면 살 수 없다》(주고쿠 방송)
- 《유튜버에 딸은 하지!》(TV 도쿄)
- 《의붓 엄마와 딸의 블루스 2022년 근하신년 스페셜》(TBS)
- 《이웃의 치카라》(TV 아사히)
- 《인간 무서운》(WOWOW)
- 《인버전》(마이니치 방송)
- 《인생 투자 안내인 하야시다 유이》(YouTube)
- 《일곱 불가사의》(LINE NEWS "VISION")
- 《잔치~바닷가재편~》(NHK BS8K)
- 《잠수함 카펠리2호의 모험》(후지 TV)
- 《저도 언제나 신랑입니다》(칸사이 TV)
- 《전혀 모르는 도시를 걸어 보았지만 Season2》(후지 TV)
- 《정신 강화 미녀 시라카와씨》(Paravi)
- 《정체》(WOWOW)
- 《졸업식에 카미야 우타코가 없다》(닛폰 TV)
- 《주재형사 Season3》(TV 도쿄)
- 《철도 오타쿠 미치코, 2만 킬로》(TV 도쿄)
- 《취활 타임캡슐》(TBS)
- 《카미키 류노스케의 촬영 휴가》(WOWOW)
- 《컨피던스 맨 JP 학원 영웅편》(후지 TV)
- 《쿠모키리 니자에몽 5》(NHK BS 프리미엄)
- 《파이트 송》(TBS)
- 《파티시에와 아가씨》(TV 카나가와)
- 《퍼스트 스텝~세계를 잇는 사랑의 표시~》(BS 요시모토)
- 《필살사업인 2022》(TV 아사히)
- 《하렘 결혼》(TV 카나가와)
- 《한밤중에 헤일로!》(아사히 방송)
- 《호텔맨 도도 카츠오의 사건 파일~야쓰가타케 리조트 살인사건~》(BS-TBS)
- 《혼성의 숲》(NHK BS4K)
- 《혼활 탐정》(BS TV 도쿄)
- 《후쿠오카 연애 백서 17~안녕 마돈나~》(규슈 아사히 방송)
- 《힐 시즌1》(WOWOW)

## 2분기
- 《17세의 제국》(NHK)
- 《AKB48의 노래》(히카리 TV)
- 《ANIMALS-애니멀스-》(AbemaTV)
- 《GAME OF SPY》(Amazon)
- 《OUR STORIES~120초의 이야기~》(간사이 TV)
- 《Smile》(TOKYO MX)
- 《YouTuber 관리자를 시도해 보면 알았던 것.》(YouTube)
- 《가전 사무라이》(BS 마쓰타케 도큐)
- 《가정 마시기 쉐어하우스》(히카리 TV)
- 《가정부 남자 미타조노 제5시즈》(TV 아사히)
- 《각본 연예인》(후지 TV)
- 《감찰 이치조씨》(TV 아사히)
- 《경시청·수사1과장 season6》(TV 아사히)
- 《고양이 물건》(TV 카나가와)
- 《공백을 채우십시오》(NHK)
- 《공유하면! 인스턴트 라면 어레인지부 시작했습니다》(BS-TBS)
- 《과거 생활》(BS 마쓰타케 도큐)
- 《교토인의 은밀한 즐거움 Blue 수업중 문출의 벚꽃》(NHK BS 프리미엄)
- 《굿모닝, 잠자는 사자》(히카리 TV)
- 《귀여워지면 안녕》(LINE)
- 《그 가슴이 곶처럼 멀었어~가와노 유코와 살아있는 청춘~》(NHK BS 프리미엄)
- 《그걸 잊어 버렸다고 말했지만》(Paravi)
- 《그 열을 풀어》(YouTube)
- 《극주부도 폭소! 딸기 SP》(닛폰 TV)
- 《기묘한 이야기 '22 여름 특별편》(후지 TV)
- 《기치조지 루저스》(TV 도쿄)
- 《난바 MG5》(후지 TV)
- 《내 귀여움은 곧 소비기한!?》(TV 아사히)
- 《내 사랑하는 아내!》(TV 도카이 TV)
- 《내 우아함》(TV 도쿄)
- 《내일, 나는 누군가의 그녀》(TBS)
- 《너만 보고 싶어》(hulu)
- 《너에게 듣고 싶은 노래가 있습니다》(hulu)
- 《논렘의 창》(닛폰 TV)
- 《눈의 벽》(WOWOW)
- 《더블》(WOWOW)
- 《더 택시 반점》(TV 도쿄)
- 《두 사람의 울트라맨》(NHK)
- 《리즈스타 -Top of Artists!-》(TV 도쿄)
- 《마이 패밀리》(TBS)
- 《멈추지 않는 일족》(후지 TV)
- 《명탐정 스테이 홈즈》(닛폰 TV)
- 《무라이의 사랑》(TBS)
- 《묵묵》(TOKYO MX)
- 《뭔가 이상한》(Paravi)
- 《미래에 10카운트》(TV 아사히)
- 《미움받은 감찰관 오토나시 이치로쿠》(TV 도쿄)
- 《밀실맨》(LINE)
- 《밤의 아구라》(BS 마쓰타케 도큐)
- 《밥츄와 달리》(YouTube)
- 《백반 수행승》(TV 도쿄)
- 《봄의 날개》(NHK)
- 《불행군은 키스할 수밖에 없다!》(마이니치 방송)
- 《블랙/크로우즈 ～roppongi underground～》(후지 TV)
- 《사랑에 낭비》(TV 아사히)
- 《사랑이야, 진심으로 어떻게 하는 거야?》(후지 TV)
- 《사무라이가 맥도날드에서 점원이 된 건》(간사이 TV)
- 《선배, 끊어 사랑에!》(마이니치 방송)
- 《선생님의 주문》(TV 도쿄)
- 《솔로 활 여자의 추천 2》(TV 도쿄)
- 《순수차와 사랑에 빠진 나고야편》(후지 TWO)
- 《시부야 선생님이 대체로 가르쳐 준다》(TOKYO MX)
- 《신부 미만 이스케이프》(TV 도쿄)
- 《신비한 숲에 환영합니다》(WOWOW)
- 《악녀》(닛폰 TV)
- 《양산형 리코～프라모델 여자의 인생 조립기～》(TV 도쿄)
- 《오늘밤은 코노지에서 Season2》(BS TV 도쿄)
- 《오후의 여자들》(후지 TV)
- 《올드 패션 컵 케이크》(FOD)
- 《요괴 쉐어하우스~돌아온 괴~》(TV 아사히)
- 《요시츠네의 스마트폰》(NHK)
- 《의자》(WOWOW)
- 《이가없는 미식가~씹지 않고 녹는 맛있는 가게~》(TBS)
- 《이 꽃 피는 것이나》(NHK BS 프리미엄)
- 《이마노 토시 서스펜스 기수235 Ⅲ》(TV 도쿄)
- 《이번에 태어나면》(NHK BS 프리미엄)
- 《이상한 남자친구》(TBS)
- 《인비지블》(TBS)
- 《인스턴트》(LINE)
- 《전남친←리트라이》(마이니치 방송)
- 《전남친의 유언장》(후지 TV)
- 《전력! 클리너스》(아사히 방송)
- 《접수의 조》(닛폰 TV)
- 《정직 부동산》(NHK)
- 《졸업 타임 리미트》(NHK)
- 《주워진 남자》(NHK BS 프리미엄)
- 《지금의 젊은이들은》(WOWOW)
- 《지속 가능한 사랑입니까?》(TBS)
- 《치무돈돈》(NHK)
- 《카나카나》(NHK)
- 《크로스 테일~탐정 교실》(TV 도카이)
- 《킨다이치 소년의 사건부》(닛폰 TV)
- 《탐나는도다 가족》(TV 도쿄)
- 《탐정이 너무 빨라》(요미우리 TV)
- 《특수 9 season5》(TV 아사히)
- 《판도라의 과실~과학 범죄 수사 파일~ Season1》(닛폰 TV)
- 《판도라의 과실~과학 범죄 수사 파일~ Season2》(hulu)
- 《해바라기~미야자키 레전드 2~》(TV 미야자키)
- 《호시 신이치의 이상한 이상한 단편드라마》(NHK BS 프리미엄)
- 《히야마 켄타로의 임신》(넷플릭스)
- 《힐 시즌 2》(WOWOW)

## 3분기
- 《-50kg의 신데렐라》(Paravi)
- 《5개의 가시》(스타채널 EX)
- 《5분 후 의외의 결말》(요미우리 TV)
- 《BLT 샌드위치 카페》(TOKYO MX)
- 《SDGs 미니드라마 제3탄》(NHK)
- 《FLAIR BARTENDER'Z》(마이니치 방송)
- 《HOTEL -NEXT DOOR-》(WOWOW)
- 《NICE FLIGHT!》(TV 아사히)
- 《TAROMAN 오카모토 타로식 특촬 활극》(NHK 교육 텔레비전)
- 《가정교사 토라코》(닛폰 TV)
- 《감찰의 아사가오 2022 스페셜》(후지 TV)
- 《개인차가 있습니다》(후지 TV)
- 《경시청 강행범계 히구치 아키라 Season2》(TV 도쿄)
- 《경쟁의 번인》(후지 TV)
- 《계단 아래의 고흐》(TBS)
- 《교조의 딸》(마이니치 방송)
- 《너는 점점 더 원한다》(BS-TBS)
- 《너와 나의, 히나타의 첫사랑～여름이 달리기 편～》(YouTube)
- 《네 물건이 여기에》(NHK)
- 《눈녀와 게를 먹는다》(TV 도쿄)
- 《다우 90000 심야 1시의 목욕탕에서》(후지 TV)
- 《두 사람의 등번호 4》(아사히 방송)
- 《로맨스 폭풍지역》(마이니치 방송)
- 《롯폰기 클래스》(TV 아사히)
- 《류큐 트라우마 나이트 레전드 2022》(오키나와 TV 방송)
- 《마법의 리노베이션》(후지 TV)
- 《만약 이 마음을 사랑이라고 부른다면….》(아사히 방송)
- 《만찬의 유의》(TV 도쿄)
- 《멀티플렉스에 가자!》(BS 마쓰타케 도큐)
- 《명건축에서 점심을 오사카편》(TV 오사카)
- 《모두 잊어버리니까》(Disney+)
- 《모모씨와 7명 파파게노》(NHK)
- 《모어 댄 워즈/More Than Words》(Amazon)
- 《무언관》(닛폰 TV)
- 《무용암 은거 수행 6》(BS 아사히)
- 《묵비범》(TV 도쿄)
- 《미남과 함께야 밥을 먹어라》(BS TV 도쿄)
- 《부부 원만 레시피 ~ 교환하지 않습니까? 하룻밤만~》(Paravi)
- 《빨간 너스콜》(TV 도쿄)
- 《사건은 그 주변에서 일어나고 있습니다》(NHK)
- 《사신씨 2》(hulu)
- 《사우나 보치. 나와 사우나와 열파사와》(주고쿠 방송)
- 《사채꾼 우시지마 외전 사이하라》(dTV)
- 《살아남은 6명에 따르면》(마이니치 방송)
- 《세이코그램~전생하면 전시중의 여학생이었던 건~》(NHK)
- 《소년의 어비스》(마이니치 방송)
- 《쇼토쿠 태자의 레스토랑》(CBC TV)
- 《수영! 니시키고이》(닛폰 TV)
- 《순애 디소넌스》(후지 TV)
- 《스기야마 코이치 이야기 드래곤 퀘스트 "서곡"알 수없는 탄생 비화》(닛폰 TV)
- 《스튜디오보다 사랑을 담아》(주쿄 TV 방송)
- 《시모베에 특별판》(NHK)
- 《신 신장공기~동급생은 센고쿠 무장~》(닛폰 TV)
- 《아빠와 딸의 7일간》(TBS)
- 《아이돌》(NHK)
- 《아카리가 있습니까?》(YouTube)
- 《아키라군》(TOKYO MX)
- 《악녀의 모든》(BS 마쓰타케 도큐)
- 《안녕히 향하는 쪽》(요미우리 TV)
- 《어리석은 키스》(닛폰 TV)
- 《여친, 빌리겠습니다》(아사히 방송)
- 《여행하는 샌드위치》(TV 도쿄)
- 《오가와와 오가와의 시단수사》(TV 도쿄)
- 《옥토 ~감정 수사관 신노 아카리~》(요리우리 TV)
- 《올리버 개, (Gosh!!)이 놈 시즌2》(NHK)
- 《요괴 이야기(제7막)》(TOKYO MX)
- 《우리 츠루짱.》(YouTube)
- 《우즈카와촌 사건》(WOWOW)
- 《운명경찰》(TV 도쿄)
- 《원 나이트 모닝》(WOWOW)
- 《유니콘을 타고》(TBS)
- 《이사미와 도쿄 03》(닛폰 TV)
- 《이시코와 깃털 남자-그런 일로 호소합니까?-》(TBS)
- 《이야기 폰폰! ~아시아 어린이 드라마~》(NHK 교육 텔레비전)
- 《이치바시 키리코의 범죄 일기》(NHK)
- 《절반로드 season2》(TV 도쿄)
- 《정년 아버지 개조 계획》(NHK BS 프리미엄)
- 《정말로 있었던 무서운 이야기 여름의 특별편 2022》(후지 TV)
- 《조금 교토에 살았습니다.》(TV 오사카)
- 《조금 낚시 댄디》(BS TV 도쿄)
- 《지우개를 준 여자를 좋아하게 되었다.》(닛폰 TV)
- 《첫사랑의 악마》(닛폰 TV)
- 《친구 게임 R4》(TV 아사히)
- 《코미디 인스파이어 드라마 거친 삶의 추천》(NHK)
- 《타카라군과 아마기군》(마이니치 방송)
- 《텟파치!》(후지 TV)
- 《퓨처! 퓨처!》(주고쿠 방송)
- 《프리즘》(NHK)
- 《한 다방 이야기》(YouTube)

## 4분기
- 《First Love 첫사랑》(넷플릭스)
- 《PICU 소아 집중 치료실》(후지 TV)
- 《silent》(후지 TV)
- 《Sister》(요미우리 TV)
- 《강니발》(Disney+)
- 《개구리와 사랑은 어렵다》(YouTube)
- 《경시청 고찰 1과》(TV 도쿄)
- 《고독한 미식가 2022 새해 스페셜》(TV 도쿄)
- 《과수연의 여자 2022》(TV 아사히)
- 《기도의 카르테 연수의의 수수께끼 해결 진찰 기록》(닛폰 TV)
- 《기억수사～신주쿠히가시서 사건 파일～3》(TV 도쿄)
- 《길가메쉬 FIGHT》(Paravi)
- 《나고야행 최종열차～타루미 철도편～》(나고야 TV)
- 《나오짱은 초등학교 5학년》(TV 도쿄)
- 《내가 해주지 않는 페로몬 남자친구》(TBS)
- 《더 트래블 너스》(TV 아사히)
- 《너의 꽃이 된다》(TBS)
- 《노부나가 미만 －전생 미쓰히데가 쓰러뜨릴 수 없다－》(TV 카나가와)
- 《논렘의 창 2022 가을》(닛폰 TV)
- 《눈이 너무 독한 직장의 두사람》(hulu)
- 《니시무라 쿄타로 트래블 미스터리 파이널 토츠가와 경부의 레퀴엠》(TV 아사히)
- 《대지의 아들》(TBS)
- 《돌아가지 않는 아저씨》(BS-TBS)
- 《마지막부터 도보 5분》(BS TV 도쿄)
- 《만들고 싶은 여자와 먹고 싶은 여자》(NHK)
- 《만족 만족》(NHK BS 프리미엄)
- 《모던 러브·도쿄》(Amazon)
- 《모리무라 세이이치 미스터리 스페셜 종착역 시리즈 파이널 “십월의 튤립”》(TV 아사히)
- 《미야코가 교토에 왔다!~두 사람의 여름~》(아사히 방송)
- 《미팅에 나갔는데 여자가 없었던 이야기》(칸사이 TV)
- 《발신인은 누구입니까?》(TBS)
- 《밥솥도 -미나미우오누마편-》(니가타 방송, 니가타 TV 21, TV 니가타, 니가타 종합 TV)
- 《벽서클 동인작가 네코야시키군은 승인 욕구를 어지럽히고있다》(아사히 방송)
- 《보이프렌드 강림!》(TV 아사히)
- 《보나페티. ~드세요! 아키타의 과자들~》(아키타 방송)
- 《복면 D》(ABEMA)
- 《북유럽 코지라세 일기》(TV 도쿄)
- 《붉은 수염 4》(NHK BS 프리미엄)
- 《블랙/크로우즈 ～roppongi underground～ (제2탄)》(후지 TV)
- 《사도～2022년 겨울～》(TV 도쿄)
- 《사랑과 총알》(마이니치 방송)
- 《사와코~그것은 끝없는 복수》(BS-TBS)
- 《사탕빛깔 패러독스》(TV 카나가와)
- 《상가의 피아니스트》(BS 쇼치쿠도큐)
- 《상하관계 W》(LINE News "VISION")
- 《새벽 전 그녀들》(니가타 방송, 니가타 TV 21, TV 니가타, 니가타 종합 TV)
- 《속 멀어진 산의 부름》(NHK BS 프리미엄)
- 《스파이밥~이국 미식 잠입기~》(영화·채널 NECO)
- 《시마네가 드라마가된다니! 리턴스》(산인 중앙 TV 방송)
- 《시코 푹 빠졌어!》(Disney+)
- 《아리스 인 보더랜드(시즌 2)》(넷플릭스)
- 《아빠, 나, 이 사람과 결혼합니다.》(BS 쇼치쿠도큐)
- 《아사미 미츠히코 겐지 이야기 살인 사건》(TV 도쿄)
- 《아톰의 아이》(TBS)
- 《양날의 도끼》(WOWOW)
- 《영매 탐정 조즈카 히스이》(닛폰 TV)
- 《영원한 어제》(TV 카나가와)
- 《에도→도쿄 드라마 에니시의 기억 시즌9》(TOKYO MX)
- 《엘피스-희망, 혹은 재앙-》(후지 TV)
- 《오늘 독일촌은 빛나지 않는다》(hulu)
- 《완전히 막힌 이치코는 이제 카리스마가 될 수밖에 없다》(TV 도쿄)
- 《이른 아침 시발의 삿푸케이》(WOWOW)
- 《이상한 형사 2022》(TV 아사히)
- 《일본통일 홋카이도편》(홋카이도 문화 방송)
- 《자전거집 타카하시 군》(TV 도쿄)
- 《재패니즈 스타일》(TV 아사히)
- 《절벽 위의 하나씨》(BS TV 도쿄)
- 《주재 형사 SP 2022》(TV 도쿄)
- 《주주 2022》(닛폰 TV)
- 《지루한 주거지역의 모든 집》(NHK)
- 《진상은 귀에》(TV 도쿄)
- 《처음에는 보》(TV 아사히)
- 《청춘 신데렐라》(아사히 방송)
- 《초특급, 지구를 구해라.》(TV 도쿄)
- 《최고의 아줌마 나카지마 하루코》(도카이 TV)
- 《최애가 부도칸에 가 준다면 난 죽어도 좋아》(아사히 방송)
- 《친구 놀이~이 세상은 모두, 좋다 지상주의~》(Twitter)
- 《크레센드로 진행》(닛폰 TV)
- 《키시베 로한은 움직이지 않는다(제3기)》(NHK)
- 《키스×kiss×키스～멜팅 나이트～》(TV 도쿄)
- 《파트너 season21》(TV 아사히)
- 《퍼스트 펭귄!》(닛폰 TV)
- 《편의점★영웅~당신의 SOS가 받았습니다!!~》(칸사이 TV)
- 《피스 오브 케이크》(닛폰 TV)
- 《환생 미소 고로돈~여기는 이세계? 미나미시마바라~》(나가사키 문화 방송)
- 《훗쓰 연결 살인 사건》(지바 TV)
- 《히로인 탄생! 드라마틱한 여자들》(NHK)
- 《히키코모리 선생님 시즌2》(NHK)

## 참고 자료
- ja:2022年のテレビドラマ (日本)

## 같이 보기
- 일본의 텔레비전 드라마 목록
- 2020년대 일본의 텔레비전 드라마 목록